# Podocarpus subtropicalis
Podocarpus subtropicalis är en barrträdart som beskrevs av De Laub. Podocarpus subtropicalis ingår i släktet Podocarpus och familjen Podocarpaceae. IUCN kategoriserar arten globalt som otillräckligt studerad. Inga underarter finns listade i Catalogue of Life.